# ديفيد د. بوش
ديفيد د. بوش (بالإنجليزية: David D. Busch)‏ هو مصور أمريكي، ولد في 3 ديسمبر 1947 في رافينا في الولايات المتحدة.